# Jeremy Clarkson
Pour les articles homonymes, voir Clarkson.
Jeremy Clarkson, né le 11 avril 1960 à Doncaster (Angleterre), est un journaliste et un animateur de télévision britannique.
Spécialisé dans l'automobile, il tient une rubrique hebdomadaire dans les quotidiens The Sunday Times et The Sun. Avec Richard Hammond et James May, il a coprésenté de 1988 jusqu'en 2015 l'émission Top Gear sur la chaîne de la BBC.
Après son renvoi de l'émission Top Gear, Jeremy Clarkson continue sur un concept similaire avec The Grand Tour, diffusée sur Amazon Prime Video.
Depuis 2021, il présente un documentaire de télé réalité Clarkson à la ferme sur Amazon Prime Video

## Biographie

### Jeunesse et famille
Jeremy Clarkson naît à Doncaster, de l'enseignante Shirley Gabrielle Ward et du vendeur Edward « Eddie » Grenville Clarkson, qui avait une entreprise, la « Gabrielle Designs » spécialisée dans la vente de tea cosies, sorte de housses pour théières. Cette société sera également la première de Grande-Bretagne à fabriquer des peluches à l'effigie de l'ours Paddington.[réf. souhaitée]

### Carrière dans les médias
Après un travail de journaliste local dans le nord de l'Angleterre, Jeremy Clarkson est révélé au public en 1988 comme présentateur de la première version de Top Gear, jusqu'en 2015. Malgré les critiques portées contre lui, il suscite l'intérêt croissant du grand public ; on lui doit notamment d'avoir fait de Top Gear l'émission la plus regardée dans le monde.
Depuis le milieu des années 1990, Clarkson est reconnu comme une personnalité publique, apparaissant régulièrement à la télévision britannique, présentant ses propres émissions, ou comme invité dans d'autres. De 1998 à 2000, il anime sa propre émission de débat, nommée Clarkson.

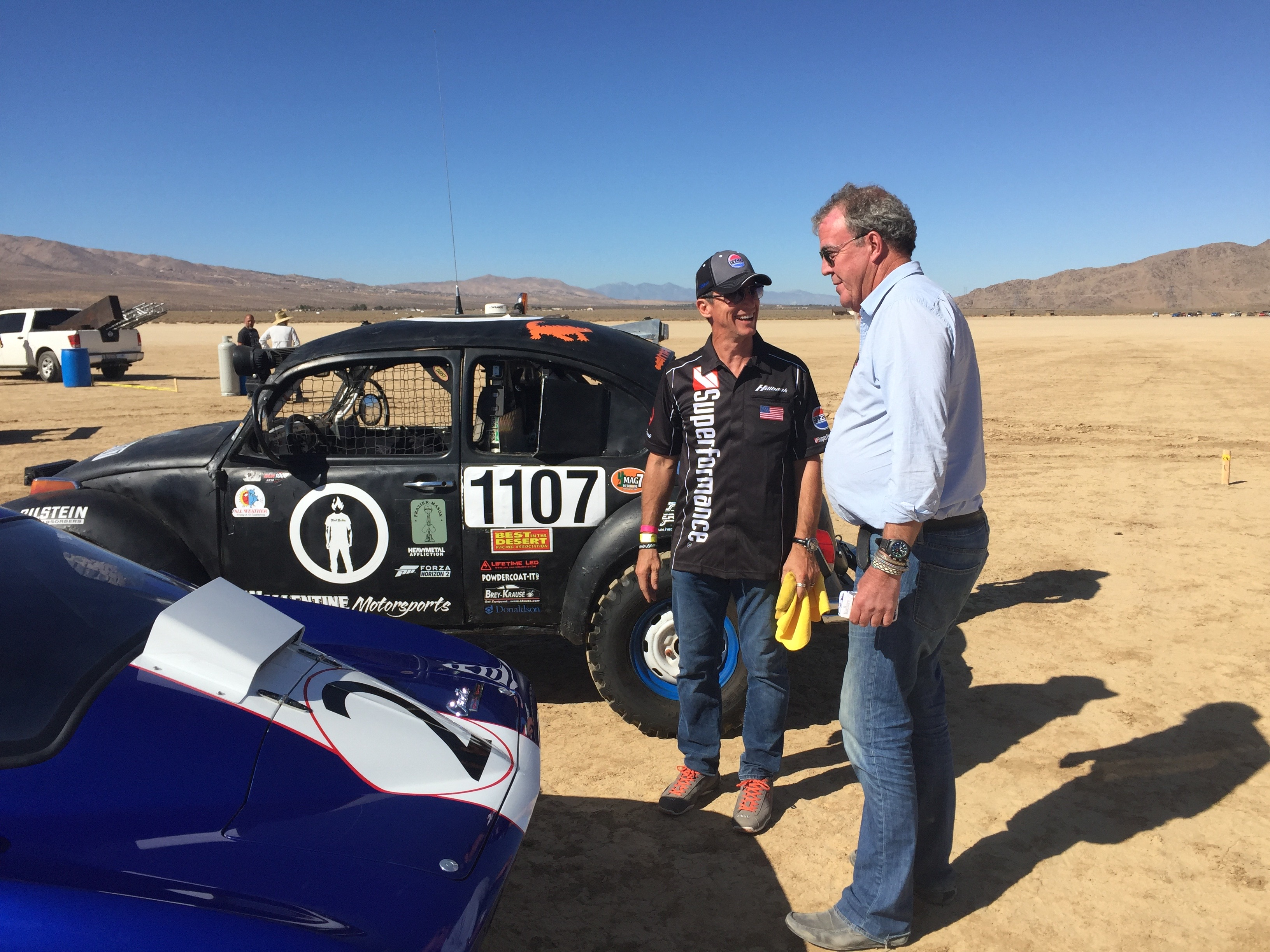
Le tournage de la scène d'ouverture de The Grand Tour.

Le 30 juillet 2015, à la suite de son renvoi de l'émission Top Gear, Clarkson annonce sur son compte Twitter son retour dans une nouvelle émission automobile pour l'automne 2016, sur la plateforme Amazon Prime Video. Il y présente The Grand Tour avec James May et Richard Hammond, tandis qu'Andy Wilman (l'ancien producteur de Top Gear, ayant lui aussi quitté l'émission lors du départ de Clarkson) travaille à la production. Le contrat des trois animateurs, estimé à 250 millions de dollars, prévoit trois saisons de 12 épisodes chacune.
Depuis 2018, il présente l'émission Who Wants to Be a Millionaire? sur ITV, en remplacement de Chris Tarrant.

### Vie privée
Jeremy Clarkson se marie à son agent, Frances Cain, en mai 1993 à Fulham. Le couple a trois enfants et vivait à Chipping Norton, dans les Cotswolds. Ils divorcent en 2014.[réf. souhaitée]
Clarkson vit ensuite avec Lisa Hogan dans sa ferme de Chadlington, où depuis 2019 il cultive ses terres et élève ses animaux, ce qui a fait l'objet de la série documentaire (3e saison en cours en 2023) : Clarkson's Farm (en) (Clarkson à la ferme).
Il a une histoire particulière avec la Porsche 928. Lors du road trip en Patagonie, il raconte qu'en 1994 lorsqu'il vivait à Londres, il avait ce modèle en test quand sa mère l'a appelé pour le prévenir que son père était mourant à l'hôpital de Sheffield, distant de 250 kilomètres et qu'il fallait venir le plus vite possible. Il est mort une demi-heure après son arrivée. S'il n'avait pas eu une voiture capable de rouler à 270 km/h, il n'aurait pas pu lui dire au revoir.

## Records personnels

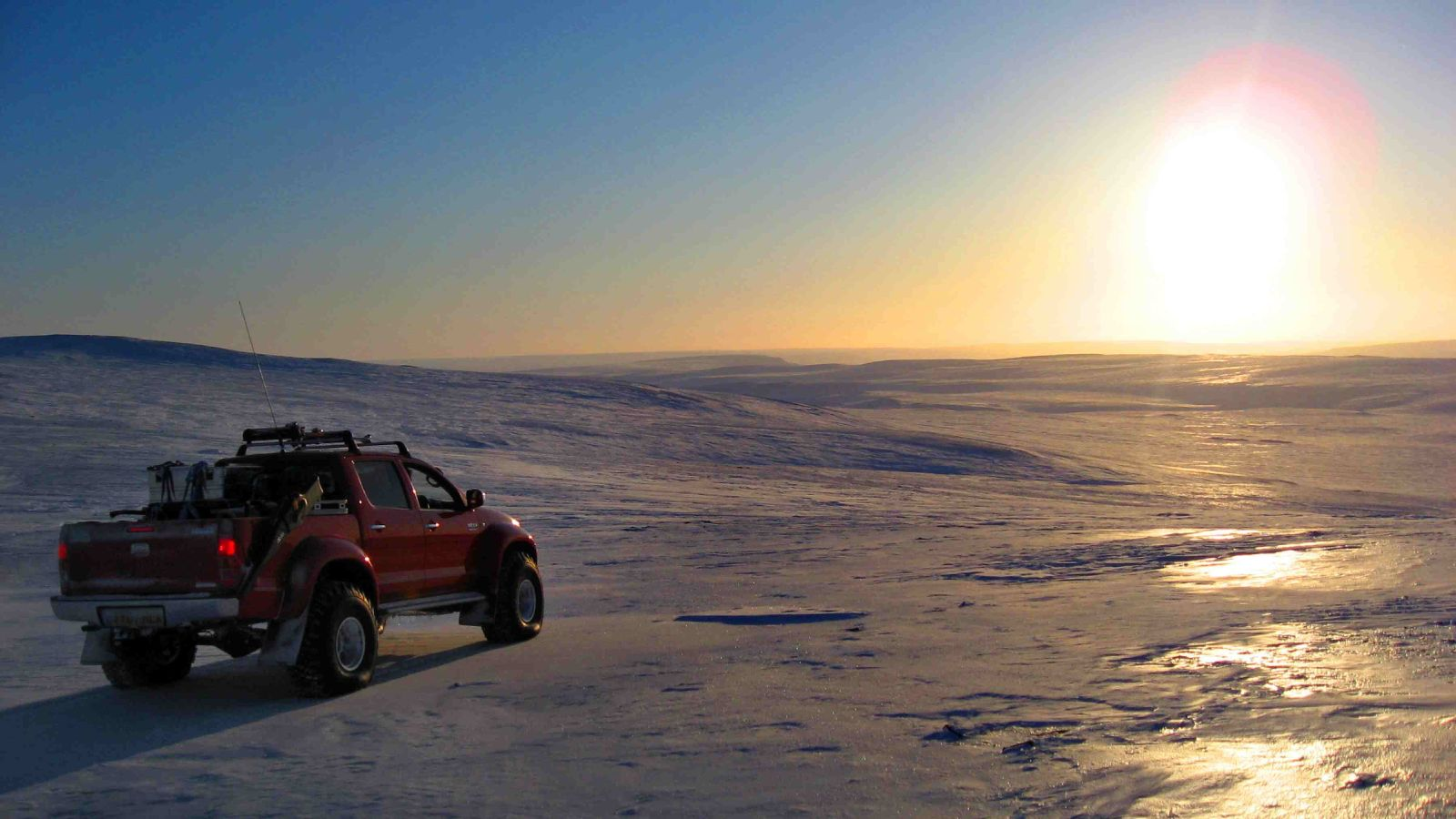
La Toyota Hilux pour le Top Gear spécial Pôle Nord en 2007.

Jeremy Clarkson détient le record du tour le plus lent sur un ancien tracé du circuit de Silverstone.
En 2007, il est avec James May le premier au monde à se rendre au pôle Nord magnétique en voiture (à bord d'une Toyota Hilux modifiée) lors de l'une des émissions spéciales de Top Gear, « Top Gear: Polar Special ».
En 2017, pour un épisode de l'émission The Grand Tour, il devient le détenteur du record de vitesse britannique pour une voiture amphibie, à 47,81 milles par heure (76,94 km/h), avec une Bond Bug propulsée par un moteur de jet-ski.

## Voitures possédées

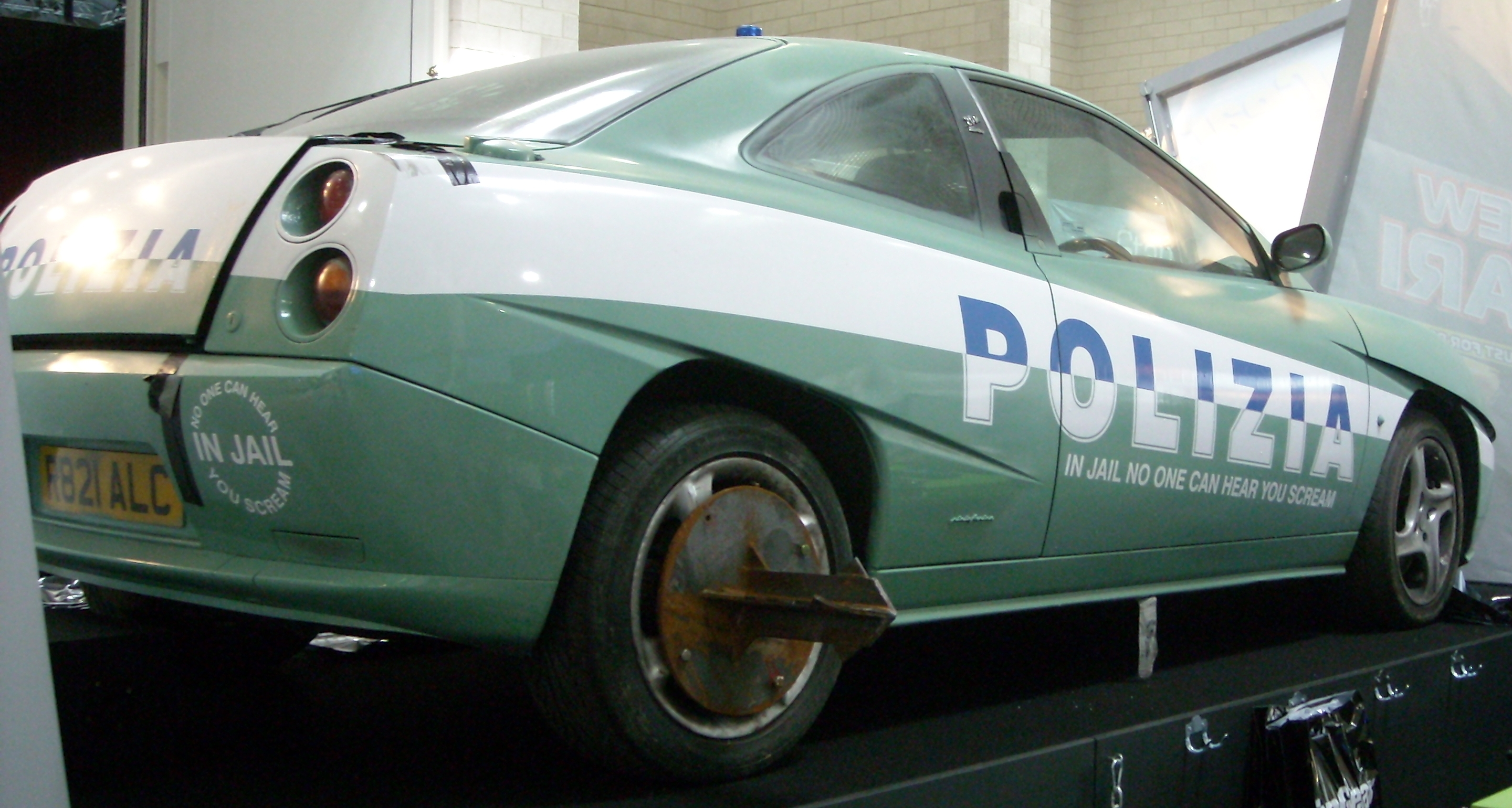
La voiture de police de Jeremy Clarkson dans Top Gear.

Jeremy Clarkson possède ou a possédé plusieurs voitures, dont : Lamborghini Gallardo Spyder, Volvo XC90, Toyota Land Cruiser, Ford Focus, Ford GT, Ford Escort RS Cosworth, Land Rover Defender de l’armée anglaise, Alfa Romeo GTV6, BMW M3, Lotus Elise 111S, Honda CR-X, Ferrari F355, 458 Spider, Aston Martin Virage, Volkswagen Golf VII GTI, Audi RS3, Volkswagen Scirocco, McLaren 675LT, McLaren 720S, Mercedes Classe S Coupé 63 AMG, Mercedes-Benz Classe CLK 63 AMG Black Series, Mercedes-Benz SLS AMG Roadster, Mercedes-Benz 600 Grosser, Mercedes-Benz SLK55 AMG et plusieurs Range Rover.

## Polémiques
Les opinions de Jeremy Clarkson, son humour britannique au second degré et son ironie, tant à l'écrit qu'à l'oral, ont souvent engendré de vives réactions. Ses positions, tant personnelles qu'en tant que présentateur de Top Gear, sont critiquées par certains médias, politiques et lobbies. Parmi ses citations, on peut retenir : « La vitesse n’a jamais tué personne. L’arrêt brutal, c’est ça qui fait mal ».
En 1998, il est accusé par la compagnie Hyundai d'avoir tenu des propos discriminatoires et racistes.
En 2005, il fait un salut nazi dans une émission, à propos de la firme automobile Mini appartenant désormais au groupe allemand BMW.
Le 30 novembre 2011, il déclare lors d'une interview sur la BBC, à propos des grévistes de la fonction publique : « Je les aurais fait sortir et exécuter devant leur famille ». Il s'excuse par la suite et déclare que ces propos relevaient de l'humour : « Je n'ai pas eu un seul instant l'intention que ces remarques soient prises au sérieux — et je crois que cela apparaît clairement si on les entend avec leur contexte [...] Si la BBC et moi-même avons offensé quelqu'un, je serais ravi de présenter mes excuses à leurs côtés. ».
En 2014, l'équipe de Top Gear doit quitter précipitamment l'Argentine après qu'une voiture Porsche conduite par Clarkson a été caillassée en Patagonie ; les habitants avaient jugé provocante la plaque d'immatriculation « H982FKL » du véhicule, qui évoquait selon eux la guerre des Malouines (« Falkland »)
Le 10 mars 2015, Jeremy Clarkson est suspendu par la BBC après une altercation avec un producteur. Après enquête, menée par Ken MacQuarrie au sein de la BBC, le directeur général du groupe Tony Hall annonce que le contrat de l'animateur ne sera pas renouvelé. Par la suite, une pétition sur Internet pour demander le retour du présentateur, intitulée « BBC: Bring Back Clarkson » (« BBC, rend nous Clarkson ») sur le site change.org, recueille 377 000 signatures en quelques jours, et plus d'un million à terme.
En décembre 2022, au lendemain de la diffusion de la deuxième partie du documentaire Harry & Meghan sur Netflix, Jeremy Clarkson suscite la polémique après une chronique au vitriol publiée dans le tabloïd The Sun contre Meghan Markle, dans laquelle l'éditorialiste affirme rêver de voir une foule jeter des excréments sur la duchesse de Sussex, écrivant : « je la hais. [...] La nuit, je n’arrive pas à dormir et je reste étendu, grinçant des dents et rêvant du jour où on la fera défiler nue dans les rues de toutes les villes du Royaume-Uni, pendant que la foule criera Honte ! et lui jettera des excréments dessus ».
Après plusieurs jours d'une polémique intense, The Sun retire la chronique de Jeremy Clarkson de son site internet, affirmant le faire à la demande de son auteur. Pour sa défense, Clarkson affirme : « J’ai fait une référence maladroite à [la série] Game of Thrones et cela a été mal pris par de nombreuses personnes. Je suis horrifié d’avoir causé tant de peine et je serai plus prudent à l’avenir ». À la suite de la polémique, de nombreuses personnalités politiques britanniques, du maire de Londres Sadiq Khan à la première ministre écossaise Nicola Sturgeon, condamnent vivement les propos de Jeremy Clarkson ; le premier ministre britannique Rishi Sunak réagit également à la polémique, estimant que « les mots ont leur importance » quand une personne publique s'exprime. Par ailleurs, l'instance britannique de la presse (Ipso) indique avoir reçu plus de 20 000 plaintes de particuliers à la suite de la chronique de Clarkson. Le 23 décembre, The Sun indique sur son site web « regretter » la publication de la chronique de Jeremy Clarkson, expliquant : « [...] en tant qu’éditeur, nous comprenons qu’avec la libre expression vient la responsabilité », et affirme que le texte de Clarkson sera retiré du site web et des archives du tabloïd.

## Prises de position
Le 30 janvier 2024, Jeremy Clarkson publie un message sur son compte X en soutien au mouvement des agriculteurs en France, déclarant : "Agriculteurs français. Je parie que personne n'a jamais dit cela auparavant, mais bonne chance, venant d'Angleterre."